# El Tabacal
El Tabacal är en ort i Mexiko.   Den ligger i kommunen Juan R. Escudero och delstaten Guerrero, i den södra delen av landet, 260 km söder om huvudstaden Mexico City. El Tabacal ligger 388 meter över havet och antalet invånare är 595.
Terrängen runt El Tabacal är kuperad. Runt El Tabacal är det ganska tätbefolkat, med 65 invånare per kvadratkilometer. Närmaste större samhälle är Colotepec, 16,0 km sydost om El Tabacal. I omgivningarna runt El Tabacal växer huvudsakligen savannskog.